# La Escondida
La Escondida é uma cidade da Argentina, localizada na província de Chaco.